# Sagu (sobremesa)
O sagu é uma sobremesa originária da Serra Gaúcha, no estado do Rio Grande do Sul, Brasil, sendo bastante popular em toda a região Sul do país. Ela é feita com bolinhas de fécula de mandioca cozidas, sendo muito comum o uso do vinho tinto. Também pode ser usado leite ou diferentes sucos no cozimento. Simples no preparo e barato, o sagu é comum em restaurantes na região, geralmente acompanhado por um suave creme de baunilha (ou merengue).

## História
Sagu (do malaio sago ou sagu) refere-se originalmente ao amido extraído das palmeiras de sagu (saguzeiros), que tem sido usado na produção das bolinhas (pérolas) de sagu, na culinária do Sudeste Asiático. Depois de a mandioca (nativa da América do Sul) ter sido introduzida nessa região da Ásia durante o período colonial, seu amido tornou-se uma alternativa nesse local para a produção das bolinhas de sagu, com o nome "sagu" passando a ser usado tanto para referir-se às bolinhas extraídas do amido dos saguzeiros quanto às bolinhas produzidas com o amido da mandioca (tapioca) ou com fécula de batata, na culinária europeia. A produção das pérolas de mandioca foi introduzida no Brasil após a chegada de imigrantes europeus (especificamente alemães e italianos do norte), ficando conhecidas como sagu, apesar de serem feitas de mandioca, e não dos saguzeiros asiáticos.
As populações indígenas do Brasil já picavam e cozinhavam a mandioca para alimentação.
Após a transferência da corte portuguesa para o Brasil, a farinha de mandioca começou a ser preparada com vinho do porto, formando um mingau doce, uma espécie de antepassado do sagu. No início do século XX, algumas empresas no Sul do Brasil de descendentes europeus começaram a industrializar a fécula de mandioca como uma alternativa a produtos típicos da Europa, como a fécula de batata. Nas décadas de 40, 50 e 60, empresas de Santa Catarina e do Rio Grande do Sul se estabeleceram como produtoras da fécula em bolinhas usada no sagu. Inclusive, algumas receitas tradicionais alemãs que usavam a fécula de batata como o Rote Grütze, "mingau vermelho", se assemelham em muito com o sagu por serem uma mistura de amido com frutas vermelhas.

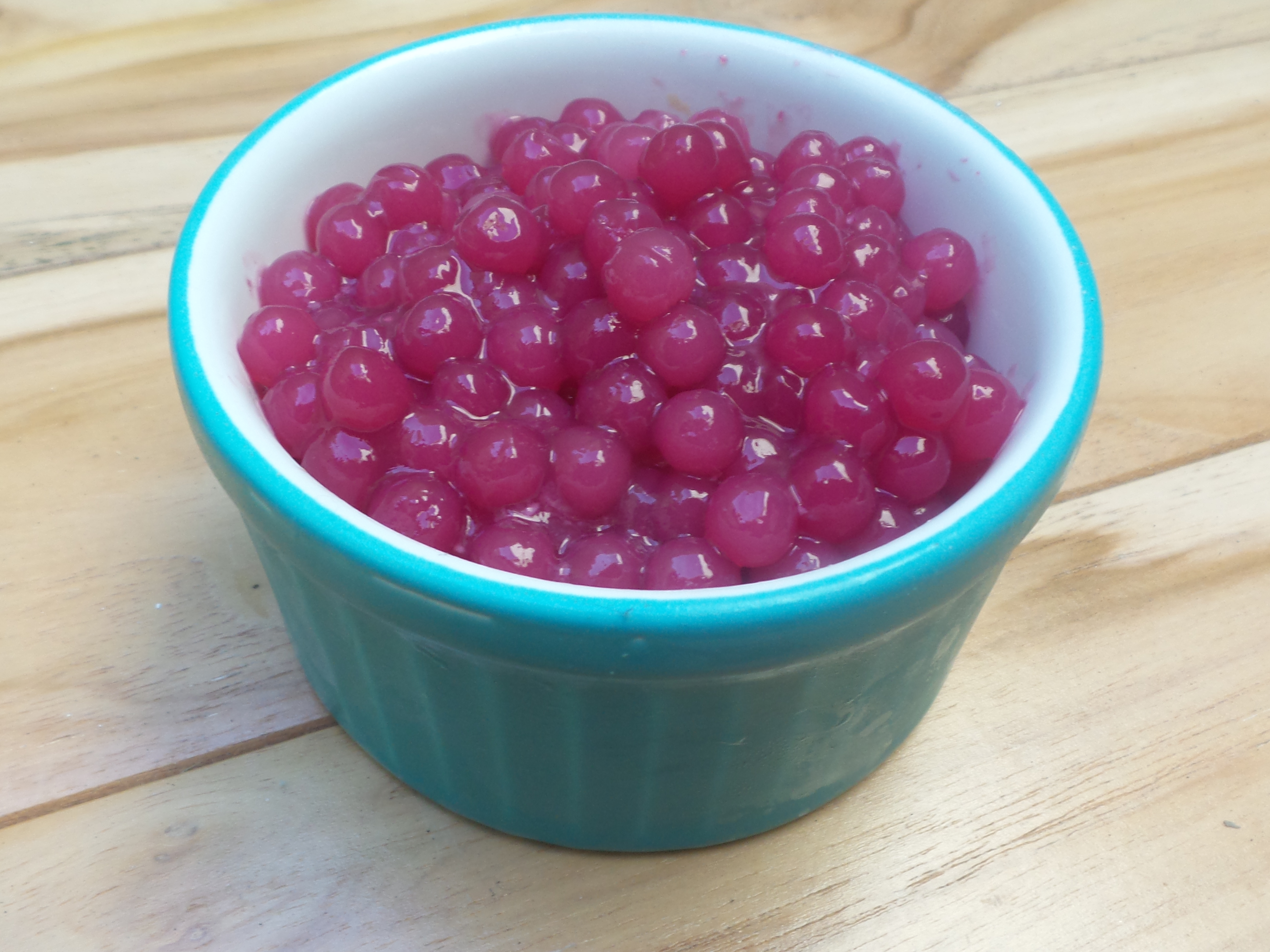
Sagu de vinho servido num ramekin.

Apesar de essa receita não ter chegado ao Brasil com os imigrantes europeus, ela é um símbolo da imigração europeia, pois foi criada por esses imigrantes no sul do país, representando principalmente a imigração italiana, pelos sabores e ingredientes, e a alemã, pela tecnologia industrial. A mandioca é um ingrediente típico da cultura indígena e foi absorvido pelas tradições dos povos que vinham para o país, misturando-se bem com o vinho tradicional italiano. No Paraná a sobremesa também foi difundida entre as colônias italianas e alemãs, principalmente na região de Curitiba.
Há variações no preparo da receita de acordo com as diferenças culturais entre as diferentes ascendências. Nas famílias de origem alemã, por exemplo, o sagu pode ser feito com leite ou suco de frutas, como laranja ou abacaxi, porém sendo essas variações bastante raras. Já nas famílias de descendentes de italianos, é comum o sagu ser preparado apenas com do tradicional vinho tinto, sendo essa a variante mais comum e preparada em todo o estado do Rio Grande do Sul. A Região Sul do Brasil é o único local do país onde a receita é popular, sendo ela praticamente desconhecida em outros estados brasileiros e nos países vizinhos (como Argentina e Uruguai).

## Sabor e características

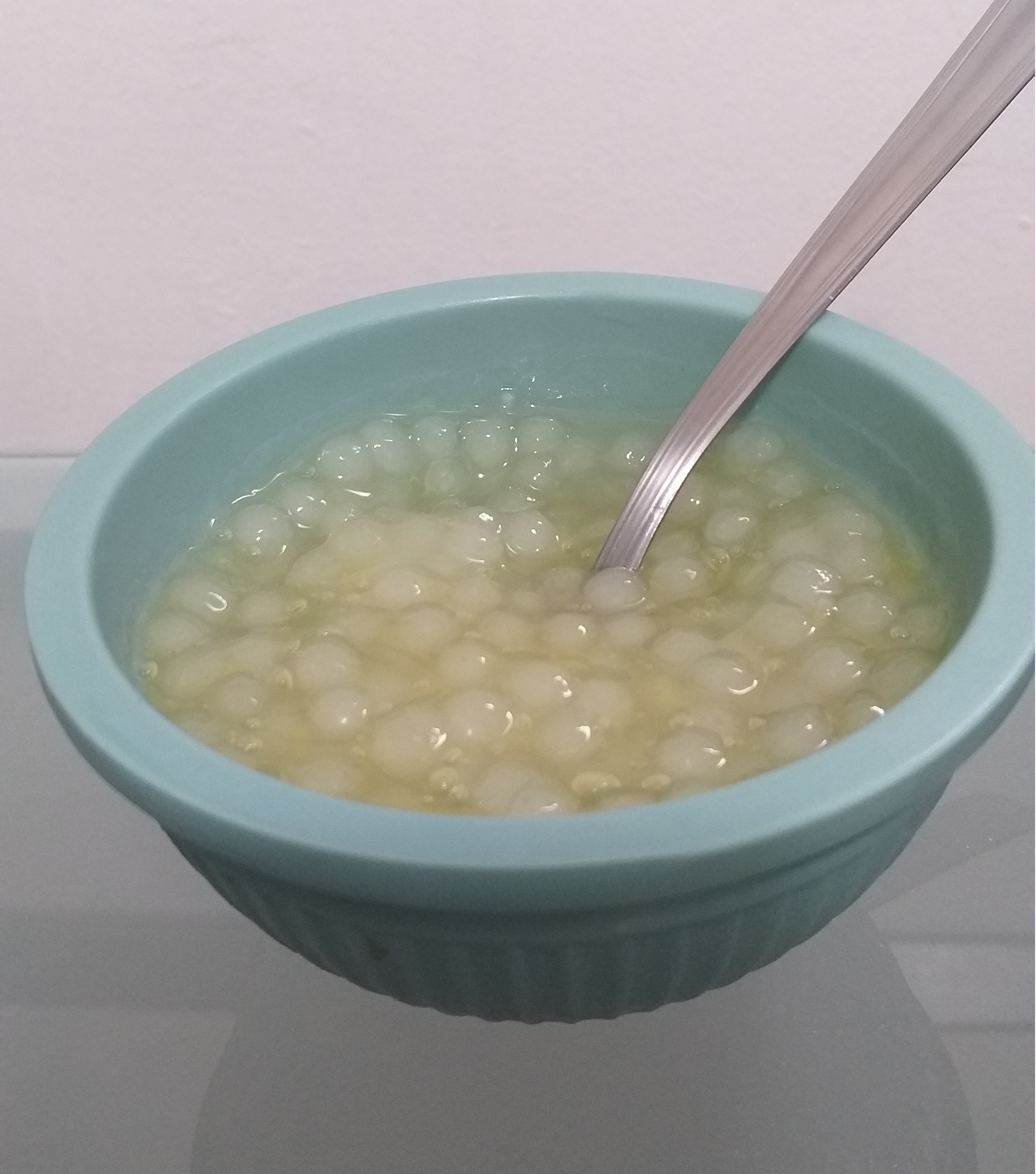
Sagu de laranja.

Essa sobremesa é menos doce e, por isso, costuma ser mais apreciada por adultos do que por crianças. Na região Sul, há uma preferência por sobremesas menos doces, o que pode explicar sua popularidade na região. 
A pesquisadora Rosana Peccini descreve o sagu como um "caviar doce, cheio de bolinhas púrpuras, monocromático, de sabor intenso, porém delicado, com gosto firme e bem definido". Ela ressalta que a receita não possui complexidades e é fácil entender do que é feita ao ser saboreada. Seu aroma também é inconfundível e costuma remeter imediatamente ao ingrediente utilizado, seja o vinho, o suco de uva, o leite ou outra variação.

## Preparo

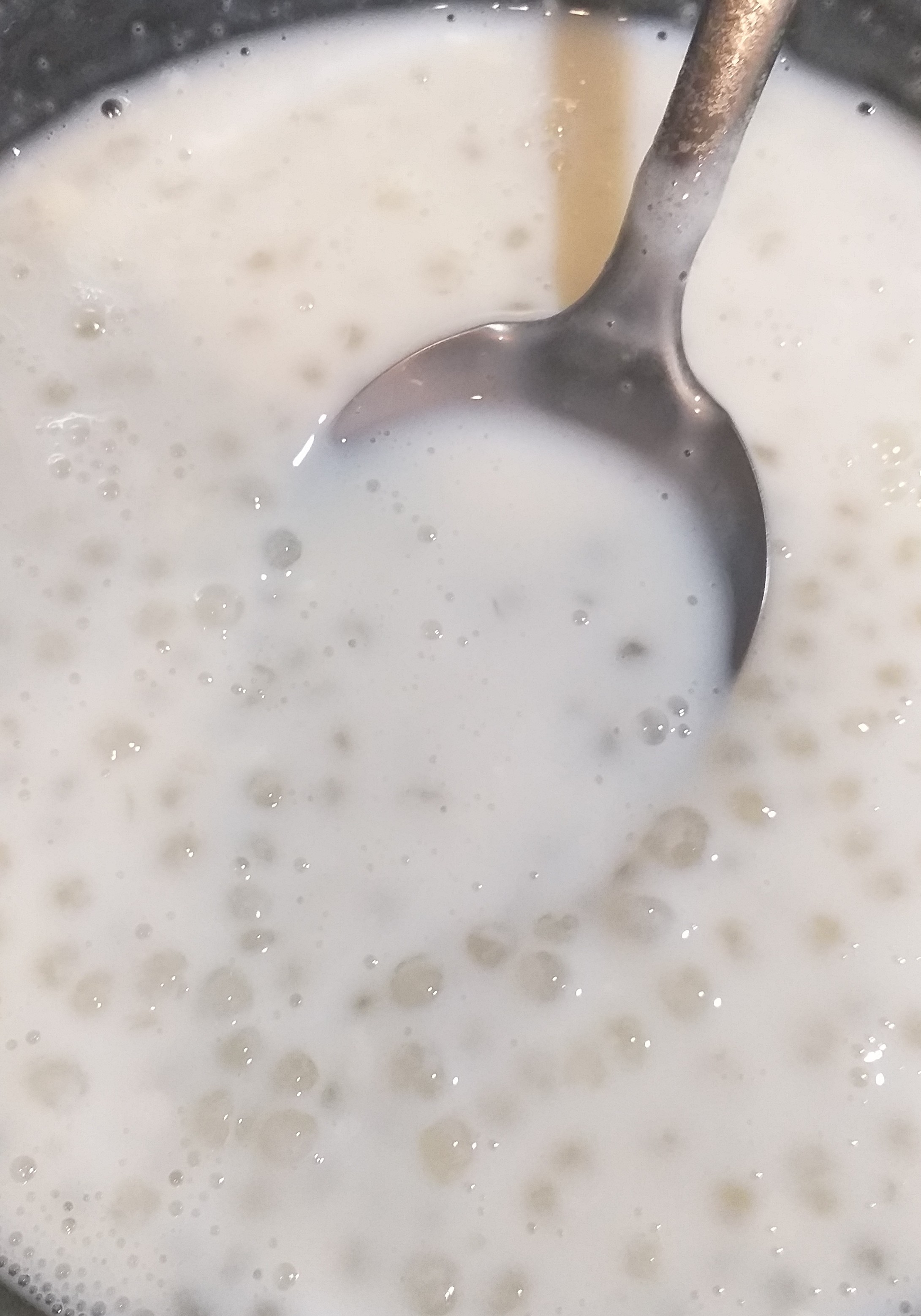
Sagu de leite.

A mandioca é limpa, ralada e recebe água, formando uma goma úmida. Depois é passada em uma peneira de tecido grosso com movimento de vaivém em círculos com as mãos, transformando-se em bolinhas que são aquecidas e depois resfriadas. Tais bolinhas ficam duras e opacas, tornando-se moles e transparentes com o cozimento.
O vinho, suco ou leite é fervido e então é adicionado água e especiarias como cravo e canela. O mais comum é usar vinho tinto, mas também é possível usar variações como o vinho do porto. Ao voltar a fervura, acrescenta-se o sagu, mexendo constantemente para não grudar no fundo da panela. É adicionado o açúcar e se deve continuar mexendo até dissolver e o sagu chegar ao ponto. Ao esfriar naturalmente, o sagu continua cozinhando. Portanto, para um sagu mais al dente, pode ser adicionado mais suco de uva para cortar o cozimento. 
É possível servi-lo quente ou frio, e também é comum acrescentar creme de baunilha ou creme inglês.

## Informação nutricional
Por ser puramente amido, o sagu é bastante calórico, sendo um carboidrato complexo, ótima fonte de energia. Também possui bastante fibra alimentar ajudando na digestão. Possui ferro e cálcio e também proteínas em menor quantidade.